# Barranco de Tenegüime
El barranco de Tenegüime es un barranco localizado en el municipio de Teguise en el límite con el de Haría en la isla de Lanzarote, España. Está clasificado como paisaje protegido por la Ley de Espacios Naturales de Canarias, es una muestra geomorfológica muy representativa de la geología de las islas.

## Naturaleza
Cuenta con 421 ha y en él se pueden encontrar especies vegetales como bejeques, tabaibas, lavándulas y otros endemismos más raros como el tajose o romero marino (Thymus origanoides). En cuanto a la fauna suele haber palomas bravías, cernícalos, guirres y pardelas.
Debido a la climatología seca de la isla, sólo en épocas de lluvias contiene un ocasional curso de agua.